# Gout Gout
Gout Gout, född 29 december 2007 i Ipswich, Queensland, är en friidrottare från Australien som tävlar i kortdistanslöpning. Vid U20-VM i friidrott år 2024 tog han silver på 200 meter. 